# Vanclevea
Vanclevea é um género botânico pertencente à família Asteraceae.